# Распеће Христово (фреска)
Распеће Христово или Студеничко Распеће је највећа и најпознатија фреска манастира Студенице. Осликали су је између 1207. и 1208. године грчки мајстори, под покровитељством краља Стефана Првовенчаног и његовог брата, великог жупана Вукана. Уз милешевског Белог анђела и сопоћанско Успење Пресвете Богородице, Распењем је српска средњовековна уметност достигла неке од својих највиших домета.
Фреска заузима средишњи део западног зида Богородичине цркве. Топлоокерна фигура Христа осликана је на тамноплавој позадини. Мајстор који је осликао Распеће био је очигледно ученик цариградских мајстора, будући да је по тамноплавом небу осликао препознатљиве златне звезде. Осим Христа на крсту, на композицији су још приказани и Богородица, апостол Јован, војници и Јерусалимске жене, у сцену су уведени анђели у плачу и пророци са развијеним свицима — персонификације Старе и Нове цркве.
На фресци је наглашен моменат истицања воде и крви из Христове ране, које у суд прихвата персонификована фигура Новог завета, а крв пада и на Адамову лобању у дну крста, као знак спирања прародитељског греха.